# NGC 6606
NGC 6606 est une galaxie spirale située dans la constellation de la Lyre. Sa vitesse par rapport au fond diffus cosmologique est de 5 670 ± 34 km/s, ce qui correspond à une distance de Hubble de 83,6 ± 5,9 Mpc (∼273 millions d'al). NGC 6606 a été découverte par l'astronome français Édouard Stephan en 1883.